# 피스미스 24-1
피스미스 24-1(영어: Pismis 24-1) 또는 HD 319718은 성운 NGC 6357 내 산개 성단인 피스미스 24에서 가장 밝은 천체로 지구로부터 약 6,500 광년 떨어져 있다. 관측 사상 가장 질량이 큰 별로 인정된 적도 있었으나 후속 연구 결과 최소 항성 세 개로 이루어진 다중성계로 밝혀졌다. 그럼에도 구성원 각각의 질량은 우리가 알고 있는 항성들 중 광도와 질량 면에서 최상위 그룹에 속한다.

## 발견
피스미스 24-1이 성표에 최초로 등록되었을 때 받은 명칭은 HD 319718이었으며 이후 피스미스 24-1과 좀 더 어두운 피스미스 24-16으로 분리되어 기록되었다. 주변을 두르고 있는 HII 영역 NGC 6357은 눈에 잘 띄나 그 안에 있는 산개성단 피스미스 24는 밝기가 10 등급에 불과하여 1959년이 되어서야 발견되었다.
1973년 피스미스 24를 15개 부분으로 나누었는데 그중 12개가 성단을 구성하는 항성들로 간주되었다. 이들 중 가장 밝은 항성에 피스미스 24-1 번호를 매겼고 이 천체가 조심스럽게 초거성일 것으로 결론내렸다. 이후 피스미스 24-1은 분광쌍성인 O3.5형 초거성과, 이로부터 500 천문단위 떨어져 있는 O4형 거성으로 구성되어 있음이 드러났다.

## 항성계
피스미스 24-1은 시각적으로 두 구성원으로 분리되어 보이므로 방위에 따라 보통 NE(북동쪽 방향)와 SW(남서쪽 방향)로 각각 표기한다. 피스미스 24-1NE는 SW보다 광도가 더 높고 표면온도도 더 뜨거우나 분광쌍성임이 밝혀졌다. 주어진 계 구성원들의 분광형이 맞다고 가정하면 NE의 구성원 각각의 광도가 보다 차가운 단독 거성 SW보다 낮다는 결론이 나온다. 이런 모순된 결과의 원인은 피스미스 24-1NE의 구성원들이 상호작용하여 분광형에 혼란을 주고 있거나 혹은 SW 역시 근접쌍성이기 때문일 수 있다.
피스미스 24-1은 2.4 일 주기로 식쌍성의 특성을 미약하게 보여준다. NE의 구성원 중 하나가 식 현상을 일으키는 원인으로 추정되나 아직 광도곡선을 구성원별로 분리하지는 못했다. NE의 광도곡선은 대칭형으로 원형에 가깝기 때문에 두 구성원은 질량과 유효온도가 매우 비슷하다고 추정된다.
《이중성 및 다중성 구성원 목록》에는 피스미스 24-1이 5.5 초각, 16.4 초각 거리에 어두운 동반성 둘을 더 거느리고 있는 것으로 나온다. 이는 24-1이 1.5 분각 범위에 별들이 뭉쳐 있는 산개성단의 일원임을 생각하면 그리 놀라운 사실은 아니다.

## 특성

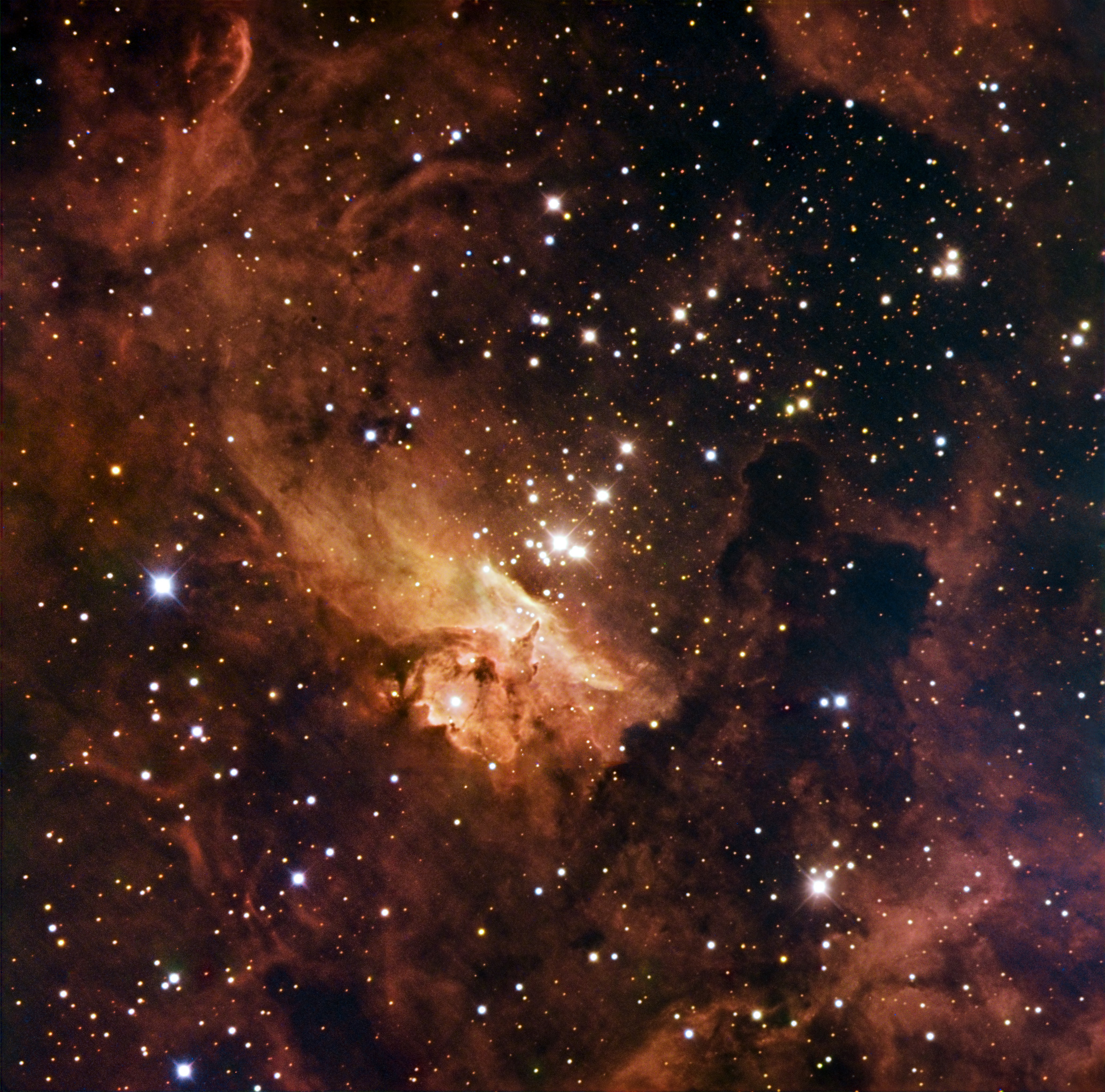
피스미스 24를 포함하고 있는 NGC 6357의 사진.

피스미스 24-1NE의 구성원 둘을 분리하여 관측하는 것은 불가능해 보이나 이들이 일으키는 식 현상으로 볼 때 둘의 표면 온도는 42000 켈빈으로 거의 같다. 둘을 합친 광도는 태양의 약 80만 배에 이르므로 구성원 각자의 광도는 태양의 40만 배 아래일 것이다. NE 전체의 분광형은 O3.5 If*로 주계열을 지나 팽창해 있고 스펙트럼에 높은 수준으로 이온화된 방출선들이 강하게 나타남을 알 수 있다. 구성원들의 스펙트럼상 특징들을 분리할 수 없는 것으로 보아 둘의 스펙트럼은 유사한 것으로 보인다. NE를 한 덩어리로 볼 경우 태양질량의 74 배가 나오나 구성원 각각의 질량은 이보다 작을 것이다. 피스미스 24-1 근처에서 나오는 강력한 엑스선 복사는 두 거성에서 나오는 항성풍이 충돌하여 만들어진 것으로 추정된다.
피스미스 24-1SW는 분광형 O4 III(f+)의 거성으로 확실히 단독성이다. 표면온도는 4만 켈빈 근처이며 스펙트럼에 이온화된 질소, 실리콘, 헬륨의 방출선들이 나타남을 알 수 있다. SW의 광도는 태양의 약 65만 배, 반지름은 태양의 17 배, 질량은 태양의 66 배이다. 스펙트럼상으로는 거성으로 분류되지만 아주 뜨거운 이 O형 항성들은 아직도 중심핵에서 수소를 태워 역동적인 대류 및 강력한 항성풍을 만들어내고 있다.
천문학자들은 피스미스 24-1을 최초로 모형화했을 때 이 별을 태양 질량의 300 배 이상인 단독성으로 생각했고 이 값은 이론상 가능한 항성의 최대 질량을 넘는 것이었다. 이 값은 24-1이 이중성으로, 다시 삼중성으로, 그리고 항성 대기에 대한 최신 모형이 개발되면서 점점 낮아졌다. 가장 최근의 질량 예상값들은 특별한 설명 없이도 항성 생성 모형의 이론적 예측치 범위 내에 충분히 들어온다.